# Asplenium × sollerense
Asplenium × sollerense là một loài dương xỉ trong họ Aspleniaceae. Loài này được Lovis, Sleep & Reichst. mô tả khoa học đầu tiên năm 1970.
Danh pháp khoa học của loài này chưa được làm sáng tỏ. 